# Hörmannsberg (Mitterfels)
Hörmannsberg ist ein Gemeindeteil des Marktes Mitterfels im niederbayerischen Landkreis Straubing-Bogen.
Der Weiler liegt circa zwei Kilometer westlich von Mitterfels auf einem Höhenrücken zwischen dem Aubach im Osten und dem Kinsachtal.

## Einwohnerentwicklung
| Jahr        | 1831 | 1838 | 1840 | 1860 | 1861 | 1871 | 1875 | 1885 | 1900 | 1916 | 1925 | 1950 | 1961 | 1970 | 1987 |
| ----------- | ---- | ---- | ---- | ---- | ---- | ---- | ---- | ---- | ---- | ---- | ---- | ---- | ---- | ---- | ---- |
| Einwohner   | 16   | 14   | 11   | 9    | 11   | 16   | 19   | 19   | 13   | 13   | 27   | 15   | 22   | 15   | 16   |
| Wohngebäude |      | 2    | 2    | 2    |      |      | 2    | 2    | 2    | 4    | 4    | 4    |      | 4    |      |

## Frühere Schreibweisen
Herrmannsberg (1811)(1840)

## Kirchensprengel
Der Ort Hörmannsberg ist der kath. Pfarrgemeinde Ascha zugeordnet.

## Umwelt
Hörmannsberg liegt im Landschaftsschutzgebiet Bayerischer Wald.